# جيوفاني باتيستا رابينو
جيوفاني باتيستا رابينو (بالإيطالية: Giovanni Battista Rabino)‏ (15 ديسمبر 1931 - 12 مارس 2020) هو سياسي إيطالي،  شغل منصب نائب في البرلمان الإيطالي من عام 1983 إلى عام 1994. ولد في مونتالدو سكارامبي. توفي رابينو بسبب فيروس كورونا (كوفيد-19) في أستي في 12 مارس 2020.